# Фикер (газета)
Фикер (с тат. — «Мысль») — общественно-политическая газета на татарском языке, издающаяся в Казахстане.
Газета была учреждена в 1993 году, хотя история татарской прессы в Казахстане имеет давнюю историю. Под таким же названием выпускалась газета в период с 1905 по 1907 года в Уральске. Известно, что она была третьей по счёту татарской газетой, до неё они выходили только в Санкт-Петербурге и Казани. Также известно, что именно в этой газете печатал свои первые произведения выдающийся татарский поэт Габдулла Тукай. Тем не менее, в 1907 году газета была закрыта.
Лишь в 1993 году в городе Алма-Ата начался повторный выпуск газеты для татар, проживающих в Казахстане. Инициатором издания газеты стал профессор Мурат Абдулхаевич Каримов. Учредителями выступили Ассоциация татарских общественных и культурных центров Казахстана и Алматинский татарский общественно-культурный центр. Первым и единственным главным редактором остаётся Гриф Тимурзагитович Хайруллин. Первый выпуск газеты был посвящён деятельности Алматинского городского татарского центра. Главными редакторами являлись Анвар Лукманов и Халит Галиакберов. В состав редакции входили Равиль Гузаиров, Субутай Абдурахманов, Мунир Ерзин, Галимжан Тамендаров, Фаягуль Гибадуллина, Ибрагим Хисамутдинов, Назиля Ишалина, Жазира Бурханова, Рустам Абсалямов и Махсут Ахтямов. Газета публиковала официальные документы, вести из Башкортостана и Татарстана, статьи о выдающихся башкирских и татарских поэтах, об общественной жизни татар и башкир города Алматы, а также произведения местных поэтов Равиля Гузаирова, Фодии Фазкуллиной, Хатимы Ахметовой, Рустама Абсалямова и других. Также печатались заметки о многочисленных татарских диаспорах, к примеру, из КНР.
Из-за отсутствия государственной поддержки газета издавалась за счёт спонсоров. Обработку поступивших материалов, их размещение, изготовление макета и компьютерную верстку газеты осуществляли члены редакции, не имея никакого материального вознаграждения за свой труд. В разное время в газете работали ответственный секретарь Р.А.Шакиров, члены редакции Ф.М.Гибадуллина, Р.Г.Ахмадиев, Р.Р.Сафаргалиев, М.И.Ерзин, Д.И.Рамова, А.Х.Аюпова, А.Е.Камалдинов, Р.М.Аюпов, Р.А.Гареев, В.М.Мухаметшина, А.Р.Нигматуллин, Р.Я.Гузаиров, И.И.Сафаргалиев, У.Г.Каймирасов, Г.Галимжанова, Р.Газизуллина, Д.Н.Галиев, К.С.Адилов и другие.
Газета освещает деятельность национальных центров, Ассоциации татарских организаций, а также публиковала поэзию, статьи по истории, языку, религии и традициям. В издании также размещались материалы о жизни татарской диаспоры за рубежом и освещались актуальные вопросы образования, культуры и межнационального сотрудничества. Газета включает в себя рубрики «Милләттәшләр», «Тарихи сәхифә», «Якташлар», «Деятельность организаций Казахстанского конгресса в фотографиях» и другие.
С 2000 по 2013 год газета выходила под названием «Фикер-Өмет», а позднее снова стала называться «Фикер».
С 2017 года газета является органом Казахстанского конгресса татар и башкир.